# Чеботарів Микола Юхимович
Мико́ла Юхимович Чеботарі́в (11 жовтня 1884, Полтава — 4 лютого 1972, м. Ульм, ФРН) — військовий і політичний діяч, полковник Армії УНР, один з організаторів та керівник української контррозвідки. Брат Василя Чеботарьова, підполковника медичної служби Армії УНР.

## Життєпис
За даними реєстраційної картки старшини Армії УНР закінчив Київську гімназію Вальнера. Навчався у Лубенській гімназії. 1905 року вступив до УСДРП. За політичну діяльність неодноразово заарештовувався царською охранкою. Перша світова війна застала Чеботаріва в Москві, де його було мобілізовано до лав РІА. Згідно даних з послужного списку в 1906–1910 відбував строкову службу в 5-му гренадерському Київському полку. 1914-го був мобілізований та призначений на посаду господарника 136-го запасного піхотного батальйону. З травня 1915 — в. о. командира 4-ї запасної авіароти, згодом — завідувач господарства 4-го авіаційного парку у Вітебську. Останнє звання у російській армії — прапорщик.

### Перші Визвольні змагання
Влітку 1917-го став членом Українського генерального військового комітету. У листопаді 1917 був відряджений до Харкова, де 5 грудня 1917 згідно з наказом Українського генерального військового секретаріату обійняв посаду військового комісара Слобожанщини, а за сумісництвом — командира 4-ї запасної бригади та начальника залоги м. Харкова. Був заарештований більшовиками, особисто допитувався головнокомандувачем більшовицьких військ Володимиром Антоновим-Овсієнком. Був звільнений та приїхав до Києва, де почав організацію Гайдамацького Коша Слобідської України, який згодом очолив Симон Петлюра. У квітні 1918 повернувся до Харкова, де мешкав приватно.
Повстанський рух та самі отамани стали об'єктом запеклої боротьби Чеботаріва на довгі роки. Розхитаність, неорганізованість, а іноді й просто розперезаність військових, їх безглузду поведінку, поруч із хаосом і анархією, а також бездіяльністю верхівки УЦР, Микола Юхимович вважав головними причинами поразки:
|  | У військовому штабі на чолі з Ковенком, як і у всьому Києві хаос... Все козацтво добре їло, не гірше спало, лузкало насіння, грало, правда, в українські карти, без грошей, й тинялося по вулицях... Військова служба перейняла від москалів бюрократичне ставлення до справи. Акуратно діставали місячне утримання, спокійно засідали на своїх посадах і думали, що вже є українська держава, — з неба для них спала!. |

Микола Чеботарів в лавах Армії УНР

За часів Гетьманату був заарештований і перебував під вартою у Лук'янівській в'язниці в Києві. Звільнений звідти разом з Симоном Петлюрою. У 1919  — отаман Коша охорони державного майна, створеного для охорони транспортування цукру до Галичини. Наступна посада — начальник контррозвідного відділу штабу Дієвої армії УНР (квітень — липень 1919 ). За короткий термін встиг налагодити роботу підрозділу. Хоча за його власним визнанням не довів організацію до кінця. 
Вкрай непримиренно ставився до будь-яких проявів анархії, недисциплінованості, пияцтва та дезертирства в армії. Не полишив своєї боротьби з отаманами і тоді, коли працював (липень — серпень 1919 ) комендантом запілля Дієвої Армії. Він підкреслював:
|  | ... повстанський рух українського народу використали на свою користь повстанчі отамани, що в більшості своїй були звичайними авантюристами і тому утруднювали боротьбу і шкодили національній справі... На мою долю впав обов'язок ліквідувати "Отаманію"... На Правобережжі всі отамани, зрештою, опинилися у мене під арештом: Біденко, Палієнко, Божко, Палій... |

У червні — серпні 1919 — комендант тилу Дієвої армії УНР. З серпня 1919 — начальник політичного департаменту Міністерства внутрішніх справ УНР. Станом на 26 вересня 1919 — без посади, приділений до штабу Дієвої армії УНР. У жовтні 1919 — квітні 1920 — директор Департаменту політичної інформації МВС УНР. Із 30 жовтня 1920 — начальник залоги Кам'янця-Подільського.

#### Ймовірна причетність до розстрілу полковника Болбочана
Саме Чеботарів вважався запорожцями та іншими українськими громадяни головним виконавцем страти Петра Болбочана. Його роль цій справі залишається остаточно не з’ясованою. Він записав у своїх спогадах: 
| За час моєї роботи, як контррозвідника, відбулися авантюра отамана Оскілка 28.4.1919 р. і авантюра Болбочана 9.6.1919 року, в ліквідації яких я мусив особисто брати участь і які в мене забрали багато часу, як і всього контррозвідчого апарату і військової частини |
Більшість сучасників стверджували, що саме начальник контррозвідки власноручно розстріляв засудженого на смерть, оскільки козаки особистої варти відмовилися виконати присуд. У зв’язку з цим вкрай дивними виглядають численні твердження М. Чеботаріва на еміграції про його нібито непричетність до цієї справи й намагання показати повну з нею необізнаність.

## Еміграція
З 1 травня 1920 до 1 серпня 1928 — начальник охорони Симона Петлюри. Перебуваючи на посаді керівника особистої охорони Головного Отамана, продовжував опікуватися проблемами контррозвідки уряду УНР в екзилі. Розробив перспективи та напрямки роботи спецслужб у нових умовах еміграції. Серед його пропозицій (згодом реалізованих уенерівською спецслужбою), було, зокрема, залучення до співпраці «поворотчан», тобто тих українців-реемігрантів, що поверталися в УРСР.
Однією з характерних рис тодішньої політичної діяльності Чеботаріва була схильність до конфронтації з провідними, авторитетними діячами ДЦ УНР в екзилі у відстоюванні своїх власних поглядів на тактику та методи боротьби за незалежну державу. Чимало українських лідерів відкидали, як неможливий засіб, відкриту збройну боротьбу за повернення на рідні землі. Чеботарів, навпаки, наполягав на радикальних заходах:
|  | ... Жодних «уступок» військових, фінансових, чи яких других не може бути. Одна уступка — це зброя і кров... Шлях до Самостійної України через море крові... |

Розбіжності у поглядах призвели спочатку до усунення Чеботаріва у січні 1928 від обов'язків начальника ІІ секції, а 1 серпня цього ж року його знімають з посади командира охорони Головного Отамана військ УНР і тимчасово призначають в розпорядження міністра військових справ УНР. 1929-го, через суперечки з керівництвом ДЦ УНР, виїхав до Парижу де налагоджує зв'язки з ОУН, зокрема Петром Кожевніковим.
Згодом був заарештований до варшавської Мокотовської в'язниці, де «пробув 3,5 роки в ізоляції на половині в'язничного пайка». З 1939 — у Кеніґсберзі. 1940-го Микола Юхимович знову повернувся до Варшави, а потім неодноразово виїздив до Холма, де виконував доручення керівництва Державного Центру УНР в екзилі. 1944 Чеботарів евакуювався з Варшави на Захід, у 1946 перебував у таборі для переміщених осіб в Оберсдорфі. Згодом оселився в Ульмі, де й помер 4 лютого 1972.

## Цікавий факт
З Миколою Чеботарівим пов'язана історія архіву Симона Петлюри, де, окрім документів великої історичної ваги та особистих паперів, нібито містилася справжня «скарбниця» компромату вибухового характеру на знаних воєначальників Армії УНР. На цей архів полювали не лише його «герої», а й ОДПУ. Після смерті Головного Отамана еміграційні діячі довідалися, що архів у М. Чеботаріва і почали атакувати його, щоб він віддав безцінні документи. Микола Чеботарів попри численні зазіхання з боку провідників УНР, утримав архів. Особистий архів Чеботаріва зник за нез'ясованих обставин відразу після його смерті.[джерело?]